# Wolfgang Zerlett
Wolfgang Zerlett (Monaco di Baviera, 25 giugno 1942) è un attore tedesco, noto per la parte nella serie televisiva Der Alte, uno degli assistenti del commissario Köster.

## Biografia
Wolfgang W. Zerlett è figlio del regista e sceneggiatore Hans H. Zerlett. Subito dopo aver finito la scuola ha iniziato la formazione come attore. Ha partecipato a circa settanta produzioni televisive. Il suo ruolo più noto è quello di Meyer Zwo in circa 40 episodi di Der Alte. Ha lavorato in Acht Stunden sind kein Tag per la regia di Rainer Werner Fassbinder così come in Wolffs Revier, SOKO 5113, e in Tatort, e in Es muß nicht immer Kaviar sein e Detektivbüro Roth.
Recita anche a teatro in Germania e Svizzera. 

## Vita privata
È padre di un figlio.

## Filmografia parziale
- 1968: Der Arzt von St. Pauli
- 1969: Polizeifunk ruft – Die Erpresser
- 1970: Der Kommissar
- 1974: Unter Ausschluß der Öffentlichkeit
- 1975: Tatort - Tod eines Einbrechers
- 1979: Die wunderbaren Jahre
- 1979: Kommissariat 9 - Nachtschatten-Salami
- 1979–1987: Der Alte (37 episodi)
- 1980: Tatort - Der Zeuge
- 1981: Nach Mitternacht
- 1989: Otto – Der Außerfriesische
- 1994: Tatort - Der schwarze Engel